# Gonzalezodoria goniodes
Gonzalezodoria goniodes là một loài ruồi trong họ Tachinidae.